# Hippolyte Pixii
Hippolyte Pixii (París, 1808-París, 1835) construí el precursor de tots els generadors elèctrics moderns. Fill del constructor d'instruments Nicolas Constant Pixii (1776-1861), treballà a París amb el seu pare entre 1832 fins a 1835. Va fabricar instruments per a Francesc Joan Domènec Aragó i André-Marie Ampère i, amb l'ajuda d'Ampère, el 1832 va desenvolupar un dels primers generadors de magnetoelectricitat per produir corrent elèctric, sent una de les primeres dinamos.
EL pare continuà el negoci malgrat la mort prematura d'Hyppolite; el 1845 diversos models del generador figuraven en un catàleg de l'empresa, anunciat com un aparell per descompondre l'aigua per magnetisme.

## El generador de Pixii
L'aparell constava d'un marc de caoba que suportava un electroimant que feia d'induït. La resta de la màquina es muntava sobre una base separada, fixada a la base del bastidor mitjançant uns grans cargols de papallona. Es feia girar un imant permanent de ferradura de dos quilograms de pes mitjançant una nansa engranada sota els pols de l'electroimant en suspensió. L'aparell produïa corrent altern.
La primera demostració que es feu d'aquest aparell fou en una lectura d'Ampere a La Sorbona el 3 de setembre de 1832. Una versió millorada presentada 5 setmanes més tard ja podria fer l'electròlisi de l'aigua, i constituïa una gram millora respecte al generador magnetoelèctric de Faraday. Com que generava corrent altern, els gasos produïts en el procés d'electròlisi estaven barrejats. I el 29 d'octubre de 1832 ja es presentà un altre generador, major i amb un primitiu commutador basculant fet per suggeriment d'Ampère, que rectificava el corrent i feia que la sortida fos de corrent continu. Tornant a fer electròlisi de l'aigua, va produir els gasos en la proporció correcta i demostrant que un generador podia substituir una pila voltaica.
EL disseny tenia un problema: el corrent elèctric produït consistia en una sèrie de "pics" o polsos de corrent separats per buits de corrent, donant lloc a una sortida de potència mitjana baixa. Pixii no es va adonar dels greus efectes que provocava el fet que l'induït estigués sota els efectes del camp magnètic només una petita part del temps.
El disseny del generador de Pixii era essencialment un instrument de laboratori amb propòsit experimental, però tingué una influència en desenvolupaments posteriors, entre els que destacà la màquina de Gramme, que fou el primer generador d'energia elèctrica que produïa corrent continu en quantitat suficient per a ser aprofitada comercialment.
Una reproducció del generador de Pixii pot ser admirada al Museu Ampère, prop de Lió, França.

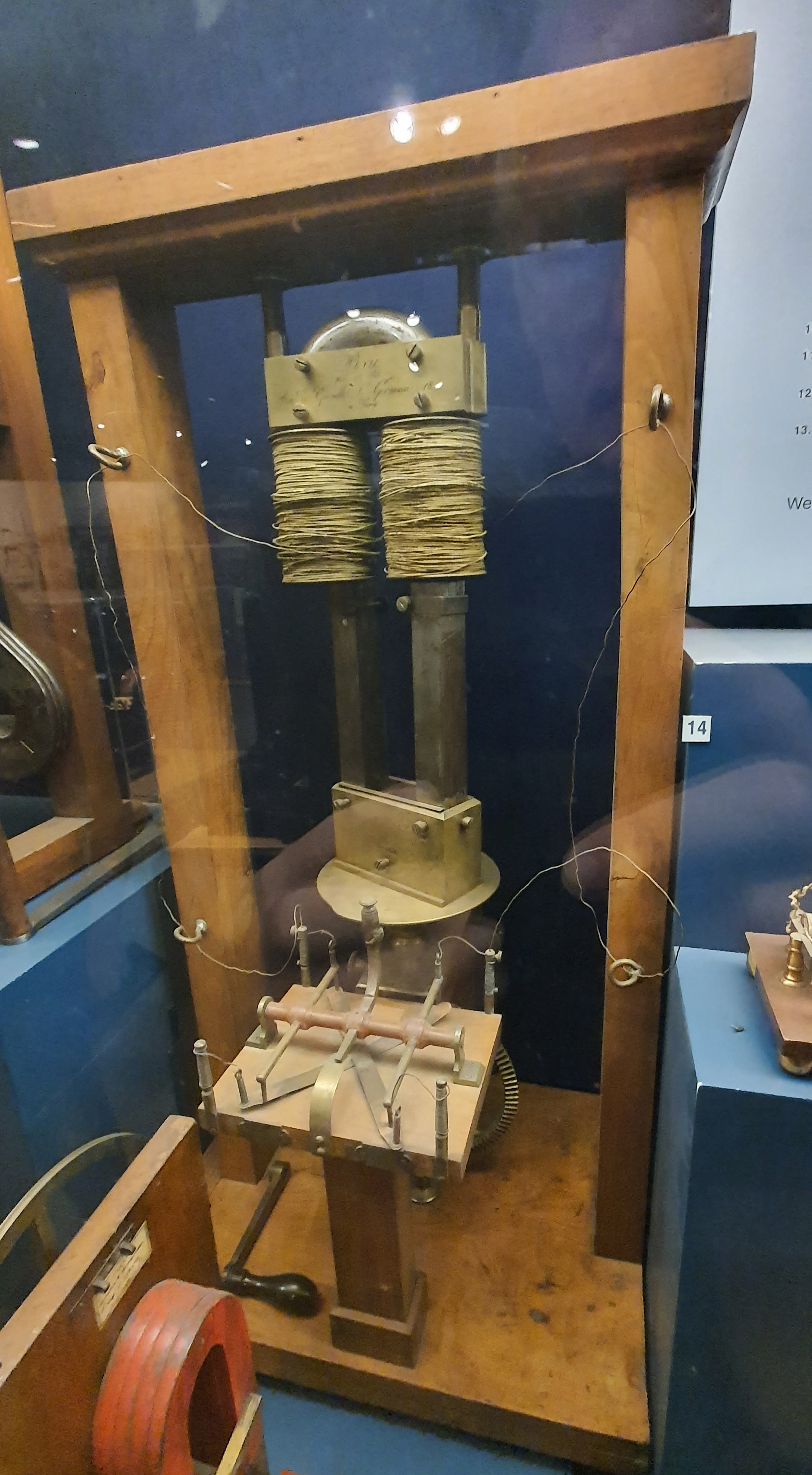
Dinamo de Pixii.jpg